# Барановский тоннель
Бара́новский тонне́ль — автомобильный тоннель в селе Барановка, соединяющий Лазаревский и Центральный районы в Сочи. Тоннель соединяет Пластунскую улицу с Мамайкой. Это третий по протяжённости тоннель в России.

## История
Работы по прокладке тоннеля велись одновременно с обеих сторон горы.
Скорость проходки составляла около 100 метров в месяц.
Сбойка тоннеля должна произойти к началу марта.
Также сооружена техническая штольня, которая проходит параллельно с основным тоннелем и выполняет вентиляционную функцию:

Штольня необходима для продолжения строительства тоннеля протяжённостью 2 619 метров — главного на Объездной дороге Сочи. Сечение штольни — 52 м²— Владимир Данилов (первый заместитель генерального директора ООО «Тоннельдорстрой»)
Эту штольню возможно расширить до габаритов тоннеля, этот вопрос будет рассматриваться на заседании госкорпорации «Олимпстрой».
Работы ведутся интенсивно, и исполнители работ планируют сдать объект с опережением сроков:

Это техническое сооружение ускорит прокладку основного тоннеля, который свяжет Лазаревский и Центральный районы Сочи. Работы ведутся рекордными темпами и могут быть завершены на год раньше указанного в контракте срока. Объект может быть сдан к концу 2009 года— Юрий Мордвинков, генеральный директор ООО «Тоннельдорстрой»)
Инвестиции в проект в 2008 году составили около 6 млрд руб.
Тоннель введён в эксплуатацию 26 декабря 2009 в составе 3-го участка Объездной дороги Сочи.